# Karwacz (osada leśna w województwie mazowieckim)
Karwacz – osada leśna w Polsce położona w województwie mazowieckim, w powiecie przasnyskim, w gminie Przasnysz.
W latach 1975–1998 miejscowość administracyjnie należała do województwa ostrołęckiego.